# Suicune
Suicune is een fictief wezen uit de Pokémon-anime en spelwereld. Het is een Pokémon uit de Johto-regio van het type water. Hij behoort tot het trio van Legendarische Beesten. Suicune is een blauwe, wolfachtige Pokémon.
In het spel Pokémon Crystal is Suicune het belangrijkst van de drie legendarische beesten. Hij komt ook voor in de film Pokémon 4Ever met Celebi.

## Het Beest van de noorderwind
Suicune is een van de drie legendarische Beest-Pokémon in de tweede generatie van de Pokémonfranchise, samen met Raikou en Entei, die omkwamen in het vuur van de Burnt Tower (Verbrande Toren). Ho-Oh blies de drie nieuw leven in.

## Ruilkaartenspel
Er bestaan zeven standaard-Suicunekaarten. Verder bestaat er één Rocket's Suicune-kaart (enkel in Japan) en één Suicune ☆-kaart. Deze hebben allemaal het type Water als element. Ook bestaat er één Rocket's Suicune ex-kaart van het type Darkness en komt Suicune voor op twee combinatiekaarten, één keer samen met Raikou (type Lightning en Water) en één keer met Entei (type Water en Fire).

### Suicune (Aquapolis H25)
Suicune (Japans: スイクン Suicune) is een Water-type-basis-Pokémonkaart. Het maakt deel uit van de Aquapolis-expansie. Hij heeft een HP van 70 en kent de Poké-BODY Pure Body en de aanval Hypno Wave.

### Suicune & Entei LEGEND (Unleashed 94)
Suicune & Entei LEGEND (Japans: スイクン＆エンテイＬＥＧＥＮＤ Suicune & Entei LEGEND) is een dubbel type Water/Fire Pokémon LEGEND-kaart. Het maakt deel uit van de Unleashed-expansie. Deze kaart beeldt twee van de legendarische beesten, Suicune en Entei af. Ze kennen de aanvallen Torrent Blade en Bursting Inferno.